# Edoardo Gabbriellini
Edoardo Gabbriellini (Livorno, 16 luglio 1975) è un attore, regista e sceneggiatore italiano.

## Biografia
Debutta come attore all'età di 22 anni, interpretando il protagonista del film Ovosodo (1997), regia di Paolo Virzì. Conosciuto anche per aver recitato nello spot pubblicitario Nescafé, insieme a Camila Raznovich, nel 2001 dirige e partecipa al videoclip Tre parole di Valeria Rossi. Nel 2003, al 56⁰ Festival di Cannes, viene presentato il film B.B. e il cormorano, di cui è regista per la prima volta e nel quale riveste il ruolo di Mario. In precedenza aveva recitato nei film Baci e abbracci (1999) e Tutta la vita davanti (2008), tutti diretti da Paolo Virzì. Nel 2008 recita una piccola parte nella miniserie TV di Canale 5 I liceali, dove interpreta il ruolo di Filippo, il fidanzato di un liceale di 13 anni più giovane. Inoltre è nel cast del film Il mattino ha l'oro in bocca, mentre nel 2009 recita nel film di Luca Guadagnino Io sono l'amore.

## Filmografia

### Attore

#### Cinema

Edoardo Gabbriellini (in primo piano) e Regina Orioli in Ovosodo (1997)

- Ovosodo, regia di Paolo Virzì (1997)
- Baci e abbracci, regia di Paolo Virzì (1999)
- B.B. e il cormorano, regia di Edoardo Gabbriellini (2003)
- Ora o mai più, regia di Lucio Pellegrini (2003)
- Non pensarci, regia di Gianni Zanasi (2008)
- Tutta la vita davanti, regia di Paolo Virzì (2008)
- Il mattino ha l'oro in bocca, regia di Francesco Patierno (2008)
- Io sono l'amore, regia di Luca Guadagnino (2009)
- Figli delle stelle, regia di Lucio Pellegrini (2010)
- C'è chi dice no, regia di Giambattista Avellino (2011)
- The cricket, regia di Stefano Lorenzi (2011)
- Meredith - The Face of an Angel, regia di Michael Winterbottom (2014)
- Banat - Il viaggio, regia di Adriano Valerio (2015)
- Guida romantica a posti perduti, regia di Giorgia Farina (2020)

#### Televisione
- Padri, regia di Riccardo Donna – miniserie TV (2002)
- Gino Bartali - L'intramontabile, regia di Alberto Negrin – miniserie TV (2005)
- Medicina generale – serie TV (2007)
- I liceali – serie TV, 8 episodi (2008-2009)
- Il mostro di Firenze, regia di Antonello Grimaldi – miniserie TV, 1 episodio (2009)

### Regista

#### Cinema
- B.B. e il cormorano (2003)
- Padroni di casa (2012)
- Kemp – documentario (2019) [1]
- Holiday (2023)

#### Televisione
- Dov'è Mario? (2016)
- In treatment – alcuni episodi (2013-2017)